# Leucocnemis alba
Leucocnemis alba är en fjärilsart som beskrevs av Barnes och Benjamin 1923. Leucocnemis alba ingår i släktet Leucocnemis och familjen nattflyn. Inga underarter finns listade i Catalogue of Life.